# Ted Nash
Theodore Allison "Ted" Nash II (ur. 29 października 1932 w Melrose, zm. 3 lipca 2021 w Medford) – amerykański wioślarz, dwukrotny medalista olimpijski.

## Kariera
Wystąpił na igrzyskach olimpijskich w Rzymie w 1960, gdzie Amerykanie w składzie: Arthur Ayrault, Ted Nash, John Sayre i Rusty Wailes zdobyli złoty medal w czwórkach bez sternika. W finale o 2,52 sekundy wyprzedzili Włochów, a o 3,36 sekundy osadę ZSRR. Na rozgrywanych cztery lata później igrzyskach olimpijskich w Tokio wspólnie z Geoffreyem Picardem, Richardem Lyonem i Tedem Mittetem zdobył w tej samej konkurencji brązowy medal. W finale uplasowali się 2,07 sekundy za Duńczykami i 0,90 sekundy za Wielką Brytanią. 
W czwórkach bez sternika zdobywał też złote medale na igrzyskach panamerykańskich w Chicago (1959) i igrzyskach panamerykańskich w São Paulo (1963). 
Po zakończeniu kariery pracował jako trener. Był też działaczem sportowym, jednym z założycieli Związku Wioślarskiego Kobiet oraz członkiem Amerykańskiego Komitetu Wioślarskiego. 
Służył jako porucznik w brygadzie lotniczej United States Army, gdzie uczył pilotażu. Kształcił się na Uniwersytecie Bostońskim i University of Washington. 